# 명주만
명주만(明珠灣)은 경상남도 창원시 마산합포구 진동면 요장리 남단과 구산면 내포리 말리산말을 연결한 선내에 있는 해역이다.

## 해양지명
수로업무법 제33조의4 제1항의 규정에 의거 해양지명위원회에서 심의·결정한 해양지명은 다음과 같다.
- 제정 해양지명 : 명주만
- 대표위치(WGS-84) : 35°06.26´ N 128°32.19´ E
- 범위 : 마산시 진동면 요장리 남단과 구산면 내포리 말리산말을 연결한 선내 해역